# 石牆暴動
石牆暴動（英語：Stonewall riots），又稱石牆騷亂、石牆起義（英語：Stonewall uprising）、石牆反抗（英語：Stonewall rebellion），是指1969年6月28日凌晨發生在美國紐約市格林治村石牆酒吧的一連串自發性暴力示威衝突。警察臨检直接导致了冲突的發生。石牆暴動常被認是美國史上同性戀者首次反抗政府主導之迫害性別弱勢群體的實例，亦被認為是美國及全球同性戀權利運動發跡的關鍵事件。
美國同性戀者在1950以及1960年代面對反對同性戀的司法系統早期在美國的同性戀團體試圖證明同性戀者可以被社會融入，同時他們贊成同性戀與異性戀的非對抗性教育。然而在1960年代末爭執不斷，許多社會運動發酵運作，包括非裔美國人民權運動、1960年代反主流文化運動及反越戰示威。這些背景因素，加上格林威治村自由的風氣，成了石牆运动的催化劑。
当时石牆酒吧归黑手黨所持有，其中聚集了各式各樣的贊助者并歡迎同志社群中被認為最窮以及最邊緣的群体，像是變裝皇后、跨性別者，有女性气质的年輕男人、有陽剛氣質的女性、男妓以及遊民。1960年代警察臨檢同志酒吧属于例行公事，但随着矛盾的加剧警察很快失去了对石牆酒吧局势的控制。受紐約市警察与格林威治村的同志居民間的緊張局势在隔天晚上进一步引發了更多抗議活動，並且在數晚後再次爆發。短短几周，村民就迅速成立了一个激进组织，并表达了他们的诉求——公开表达性倾向而无需担心被捕。
在石牆运动後，紐約市的同志們在面对来自性別、種族、階級以及世代的阻碍中形成了一個有凝聚力的社群。六個月时间纽约就成立了兩個專注于對抗性手段的同志社群，以及三家致力于宣傳同志生活境况的報社。接著在數年內，同志權利組織從美國延展到了全世界。1970年6月28日，紐約、洛杉磯、舊金山以及芝加哥舉行了第一次驕傲遊行，用以紀念週年。在其他城市也有舉辦類似的活動。为纪念石墙运动每年六月底世界各地会舉行骄傲游行。石牆國家紀念區於2016年在該地建成。2019年6月，紐約市警察局局長歐尼爾代表該局就該事件正式公開道歉，承認當時該局的惡意執法與性別歧視，並保證不再讓憾事重演，為改善當地LGBT社區的警民關係跨出歷史性的一步。

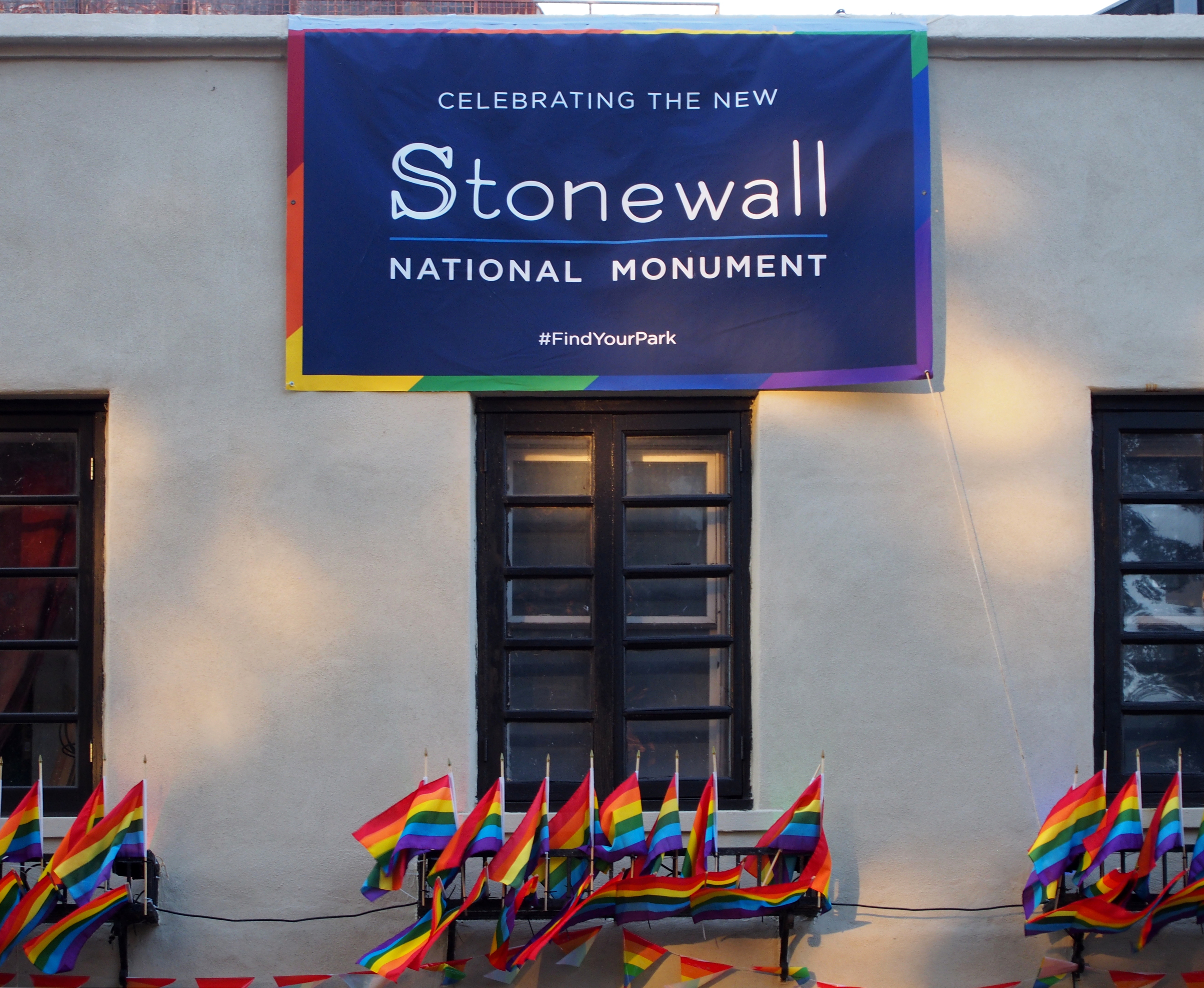
在美国总统奥巴马宣布成立石墙国家纪念碑后一天，大楼顶部所悬挂的横幅。

## 背景
在1950以及1960年代很少有地方公开表示歡迎同性戀。即使是当时的同志酒吧，因其非法性质多由犯罪集团把控，它的老闆以及經理也很少是同性戀。
在石墙骚乱前，警方对同性恋酒吧和夜总会的搜捕行动是城市同性恋者生活的一部分。警方通常会登记出席的人的姓名以便用于报纸的刊登，然后把尽可能多的同性恋者押上警车。接吻、牵手，甚至在同性恋酒吧出现都能成为被逮捕的理由，過時的法律也規定變裝即可逮捕。在當時（1960年代），全美只有伊利諾州的同性行为是合法的，相比如火如荼的黑人民權運動，同性戀正被歧視得很嚴重，卻很少人敢站出來為自己伸張，在那個年代，被發現是同性戀而丟掉工作是很正常不過的事，同性戀受到嚴重歧視，被家人社會關到精神病院改造甚至手術切除部分腦葉，當年也沒有出櫃這個名詞，在一般社會裏，几乎見不到表明身份的同性戀，同性戀只能在夜晚之後，聚在一起，成了感覺自在的少數地方。在法律上，几乎同性戀成了最容易欺壓的一群人，法律規定餐飲行業只要服務了同性戀，執照便可能吊銷，於是黑手黨乘著利機而介入，開起了酒吧，並賄賂警方而得以存在（但石牆甚至根本沒有營業執照）。石牆也搭上了黑手黨，酒價比附近的酒店還貴幾倍，但大量摻水，石牆也只是一個不起眼的所在，但聚集成了紐約當年同性戀少有可以社交活動的地方，石牆位置也正好位於附近同性戀社群的中心位置。

## 起因
在同性戀者之間流行的一個謠傳是由於知名藝人朱蒂·加兰（Judy Garland）的死激發了群眾的情绪；但此說法從來沒有辦法得到證實。根據紀錄片《石牆起義（Stonewall Uprising）》中同性戀以及警方雙方當事人的說法，起因有許多綜合因素。首先，紐約市長正要競選連任，公開在媒體報紙上說要肅清這些地點。在黑手黨的賄賂之下，警方一般會挑選非假日並且人潮最少的時段去檢查，但當天凌晨不知為何，店方並沒有收到通知，警方挑選了人潮正多的時候突擊，第一批只有六個警察，人數比懸殊，同性戀長久累積的不滿，加上警方對變裝皇后下手，導致群眾憤怒的情緒。

## 过程
骚乱就像其他的收捕行动一样开始。四个便衣警察和两个身穿制服的警察在星期六凌晨1点20分进入酒吧，声明要调查酒精饮料许可。他们清空酒吧，而客人们就留在外面的人行道和街道上。当晚早些时候，4名卧底警察进入酒吧收集证据。当时约有200人在酒吧内。
酒吧外面的人开始向警方投掷硬币，开始取笑那个使搜捕变成从酒吧所有者那里敲诈金钱的制度。当时纽约的同性恋酒吧体制是相当腐败的，很多同性恋酒吧由黑手党拥有，并通过一种称为“gayola”的贿赂运作，向警方支付金钱以保护他们自己。
接下来发生的事情就根据不同的人有不同的说法。情况开始失控，因为当时有大约400名同性恋者在酒吧外面，场景混乱，所以一些具体情节是混乱、甚至是矛盾的。一个说法是情况开始变坏时由于一个異装皇后（drag queen）站在门口并向警方挑衅；另一个说法是一个男性化的女同性恋者引起的。无论如何，情况戏剧性的恶化，警察开始用警棍殴打拒绝逮捕的人。有一些人被送入医院，一个十来岁的少年被警方在车门上打断了两根手指。
人群开始向警方投掷石块和瓶子。警方到酒店裡暂避。他们也殴打了一名异性恋乡村音乐歌手戴维·范·洛克（Dave Van Ronk）。他说娇弱一些的男性被带出单独对待。
当警方在进店里面的时候，一些人开始试图点燃喷向门里面的可燃液体。人群把一个停车计时器当作槌来用。这个地区的很多人（很多都是同性恋者）开始来到发生地点，人群开始扩大。他们开始唱着名为《同性恋力量》（Gay Power!）的歌曲。
警方开始增派增援部隊，受训处理反越战运动的防暴警察（Tactical Patrol Force）奉命到場驅散人群。但是他们没能成功分散人群，人群继续向他们投掷石块。石牆所在周邊街道是小街廓，人群繞了街廓一圈回來就包圍了警方的後面，人數及聲勢都形成了反包圍，他们大声歌唱：
|  |  |  |

騷亂最终平息下来，但是人群在第二天晚上又聚集起来。之前几十年警方对待同性恋者的恶劣行为所堆积的愤怒在同志人群中爆发了。他们向人们派发传单，写着“让黑手党和警察滚出同性恋酒吧！”（Get the Mafia and cops out of gay bars!）。示威持续了5个夜晚。

## 影响

### LGBT骄傲游行
石牆事件之後，一班同性戀者認識到不能讓事情就這麼白白過去，發起組織了第一次的Gay Pride同志驕傲遊行，开始时他们并不知道有多少人願意到場公开表明身份，但到场人數超過預期，石牆運動者就站在隊伍最前線，其身後約有兩千余人，劇作家多立克·威爾遜流淚走完遊行。
石墙骚乱使6月成为被全球不少同性恋者视为同性恋自豪日庆典的一个月份。紐約市LGBT驕傲遊行每年6月的最后一个星期天举行就是为了纪念石墙骚乱。

### 平权组织
酝酿的力量不再隐藏起来了，石牆事件後各地建立起了LGBT平权组织。在接下来的一年中，同性恋解放阵线成立，相似的组织在加拿大、法国、英国、德国、比利时、荷兰、澳大利亚和新西兰相继建立。

## 腳注
1. ↑  Illinois decriminalized sodomy in 1961, but at the time of the Stonewall riots every other state criminalized homosexual acts, even between consenting adults acting in private homes. "An adult convicted of the crime of having sex with another consenting adult in the privacy of his or her home could get anywhere from a light fine to five, ten, or twenty years—or even life—in prison. In 1971, twenty states had 'sex psychopath' laws that permitted the detaining of homosexuals for that reason alone. In Pennsylvania and California sex offenders could be committed to a psychiatric institution for life, and [in] seven states they could be castrated." (Carter, p. 15) Through the 1950s and 1960s, castration, emetics, hypnosis, electroshock therapy, and lobotomies were used by psychiatrists to try to "cure" homosexuals. (Katz, pp. 181–197.) (Adam, p. 60.)

## 引用資料
1. ↑  Grudo, Gideon. . The Daily Beast. June 15, 2019  [2020-06-28]. （原始内容存档于2020-08-07）.
2. ↑  . New-York Historical Society. April 23, 2019  [2020-06-28]. （原始内容存档于2020-08-07）.
3. ↑  . New York City Department of Parks and Recreation. June 26, 2019  [2020-06-28]. （原始内容存档于2020-08-07）.
4. ↑  Julia Goicichea. . The Culture Trip. August 16, 2017  [February 2, 2019]. （原始内容存档于2020-01-02）.
5. ↑  . University of Kentucky.   [September 2, 2017]. （原始内容存档于2019-11-18）.; Nell Frizzell. . Pink News UK. June 28, 2013  [August 19, 2017]. （原始内容存档于2020-02-14）.; . .   [August 19, 2017]. （原始内容存档于2020-05-26）.
6. ↑  US National Park Service. . US Department of the Interior. October 17, 2016  [August 6, 2017]. （原始内容存档于2020-05-24）.; .   [January 21, 2013]. （原始内容存档于May 30, 2013）.
7. ↑  Carter, p. 15.
8. ↑  Carter, pp. 79–83.
9. ↑  . SF Pride. June 28, 1970  [June 28, 2014]. （原始内容存档于October 22, 2014）.
10. ↑  "Pride Marches and Parades", in Encyclopedia of Lesbian, Gay, Bisexual, and Transgender History in America, Marc Stein, ed. (2004), Charles Scribner's Sons.
11. ↑  Nakamura, David; Eilperin, Juliet. . Washington Post. 24 June 2016  [2016-06-24]. （原始内容存档于2016-06-25）. 参数|newspaper=与模板{{cite web}}不匹配（建议改用{{cite news}}或|website=） (帮助)
12. ↑  . 風傳媒. 2019-06-07  [2021-06-25]. （原始内容存档于2021-06-29）.
13. ↑  Gold, Michael; Norman, Derek. . The New York Times. June 6, 2019  [June 6, 2019]. ISSN 0362-4331. （原始内容存档于2022-06-25） （美国英语）.
14. ↑  . advocate.com. June 6, 2019  [June 6, 2019]. （原始内容存档于2022-05-07）.